# Sołtan (herb szlachecki)

herb Sołtan I

herb Sołtan II

herb Sołtan III

Sołtan (Sołtanowicz, Sułtan) – polski herb szlachecki, odmiana herbu Syrokomla. Alfred Znamierowski, który uważa herb Ustarbowskich za osobny herb, podobny do Sołtana, podaje, że herb własny Ustarbowskich to odmiana Abdanka. Przemysław Pragert pisze, że Ustarbowski to herb wprawdzie niemal identyczny jak Sołtan, ale jednak osobny, należący do rodziny kaszubskiej, niemającej nic wspólnego z Sołtanami, którzy mieszkali na Litwie i Wołyniu.

## Opis herbu
Juliusz Karol Ostrowski przytoczył kilka wariantów tego herbu. Opisy z wykorzystaniem zasad blazonowania, zaproponowanych przez Alfreda Znamierowskiego:
Sołtan I: W polu czerwonym pod gwiazdą srebrną, takaż łękawica z zaćwieczonym takimż krzyżem podwójnym.
Klejnot: trzy pióra strusie.
Sołtan II:  W polu czerwonym pod gwiazdą złotą, takaż łękawica z zaćwieczonym takimż krzyżem podwójnym.
Klejnot: pięć piór strusich, dwa złote między trzema czerwonymi.
Sołtan III:  W polu słup dwukrotnie przekrzyżowany, z gwiazdą, nad którą lilia; pod całością łękawica. Barwy nieznane.
Różnica między herbem Sołtan i Ustarbowski jest następująca: w herbie Sołtan gwiazda jest zaćwieczona na krzyżu, zaś w herbie Ustarbowskich leży nad krzyżem.

## Najwcześniejsze wzmianki
Herb po raz pierwszy pojawił się w XVI wieku. Pierwsze przedstawienia herbu pochodzą z Gniazda cnoty (1578) i Herbów rycerstwa polskiego (1584) Paprockiego oraz Orbis Polonus Szymona Okolskiego (1642). Wariant oznaczony jako Sołtan II przysługiwał pruskiej rodzinie Sołtan i został odnotowany przez Siebmachera. Wariant Sołtan III pochodzi z rękopisu Sołtana z 1684 roku.

## Herbowni
Lista sporządzona została na podstawie wiarygodnych źródeł, zwłaszcza klasycznych i współczesnych herbarzy. Zwracamy jednak uwagę na częste zjawisko przypisywania rodom szlacheckim niewłaściwych herbów, szczególnie nasilone w czasie legitymacji szlachectwa przed zaborczymi heroldiami, co zostało następnie utrwalone w wydawanych kolejno herbarzach. Podkreślamy także, że identyczność nazwiska nie musi oznaczać przynależności do danego rodu herbowego. Przynależność taką mogą bezspornie ustalić wyłącznie badania genealogiczne.
Lista nazwisk dla herbu Sołtan I pochodzi z Herbarza polskiego Tadeusza Gajla:
Sołtan I: Lubiański, Pereświet, Piętno, Sołtan, Sołtanowicz, Stret, Stretwicz, Sułtan, Ustarbowski, Wiserski.
Sołtan II: Sołtan.
Sołtan III: Sołtan.